# الخط الزمني لجائحة كوفيد 19 في تركيا

## يناير2020

### 10 يناير
•أنشأت وزارة الصحة التركية هيئة للاستشارات العلمية المتعلقة بفيروس كورونا حيث تضمنت هذه الهيئة 26 عضوا متخصصين بأمراض الصدر والامراض المعدية وعلم الاحياء الدقيقة الطبي. وقد زاد عدد أعضاء الهيئة لاحقا ليصل إلى 31 عضوا بانضمام الخبراء الأكادميين في علم الفيروسات والطب الباطني وطب الحالات الحرجة. تعمل الهيئة على تشكيل ارشادات توجيهية لعامة الشعب من حيث كيفية العلاج باستخدام الوصفات الطبية إلى جانب تزويدهم بآخر مستجدات المرض في منطقتهم.

### 24 يناير
•في الرابع والعشرين من يناير 2020 قامت وزارة الصحة التركية بتثبيت كاميرات حرارية في المطارات.
وقررت الوزارة إجراء مزيدا من الفحوصات للمسافرين القادمين من الصين واجراء العزل الصحي لاي شخص تظهر عليه أعراض الإصابة بفيروس كورونا.
•ممدت الفحوصات لاحقا لتتضمن البلدان التي سجلت ارقاما عالية من الاصابات المؤكدة.
تم تطبيق المزيد من الاجرءات الاحتياطية على المطارات بما في ذلك تزويد المطارات بأجهزة الاشعة تحت الحمراء ووضع المطهرات على جميع البوابات وتوزيع الكمامات والمنشورات التعليمية مجانا.

### 31 يناير
•في الواحد والثلاثين من يناير قامت الحكومة التركية بارسال طائرة لحمل 34 مواطنا تركيا واخرين من جنسيات أخرى من ووهان.
الجنسيات الأخرى تضمنت سبعة آذريين وسبعة جورجيين وألباني.
•قامت الصين بطلب 200 مليون كمامة من تركيا فضلا عن الإنتاج السنوي التركي للكمامات الذي يصل إلى 150 ميلون كمامة.

## فبراير 2020

### 3 فبراير
•في الثالث من فبراير أعلنت تركيا توقف جميع الرحلات القادمة من الصين.
•أغلقت حدودها مع إيران بعد أن رفضت إيران القيام بالنصحية التركية لها هي إجراء عزل صحي لسكان المدينة الايرانيه قم.
في اليوم نفسه أعلنت تركيا قرارها عن إيقاف الرحلات من وإلى إيران.

### 29 فبراير
•في التاسع والعشرين من فبراير أعلنت تركيا عن الغاء جميع الرحلات من وإلى إيطاليا وجنوب كوريا والعراق.
بعد ذلك بفترة قصيرة، اغلقت حدودها مع العراق.
•وأنشأت وزارة الصحة مستشفيات ميدانية بجانب حدودها مع كلا من العراق وإيران.

## مارس 2020

### 8 مارس
•نفذت المدن التركية عمليات تطهيرية وتنظيفية للمرافق العامة ولوسائل المواصلات. أما في بلدية اسطانبول فقد قررت الاخيرة تركيب مطهرات الايدي في جميع محطات الميتروباص.
•أعلنت وزارة التعليم العام أنهم سوف يستخدمون مطهرات خاصة للحفاظ على نظافة المدارس ضد تهديد الفيروس. وقال الوزير، ضياء سلجوق، أنه سوف يتم تطهير جميع الاسطح المعرضة للتلامس مع العلم أن المدراس المهنية تنتج مئة طن من المطهرات لإمداد حاجة المدارس اليومية من المطهرات.

### 11 مارس
•في الساعات الأولى من يوم الحادي عشر من مارس 2020 أعلن وزير الصحة فخر الدين قوجة أن أول اصابة في تركيا ترجع لرجل تركي أصيب بالفيروس بينما كان يسافر في أوروبا.
•تم عزل المريض صحيا في مستشفى عام ووضع أعضاء عائلته تحت المراقبة.

### 12 مارس
•نظم الوزير ضياء سلجوق مؤتمرا صحفيا في الثاني عشر من مارس وأعلن أنه سوف يتم تنفيذ عمليات التطهير على جميع المدارس بعد الإغلاق العام. وقد قال أيضا أنه سوف يتم تحديد المهام الاسبوعية والتدريبات الضرورية وسوف يتم توفير الدعم التعليمي على الإنترنت والتلفاز القومي، وأنهم قاموا بأخذ جميع الاحتياطات الضرورة لمنع أي تعطيل أو تأخير في البرامج التعلمية.
•في الثاني عشر من مارس 2020 وبعد لقاء مع الرئيس رجب طيب اردوغان وبقية أعضاء الحكومة التركية، أعلن وزير الصحافة إبراهيم قالين أن المدراس الابتدائية والمتوسطة والثانوية في تركيا سوف تغلق ابتداء من 16 مارس 2020 لاسبوع كامل. أما الجامعات فسيتم إغلاقها لمدة ثلاث اسابيع.
•تم اقامة الالعاب الرياضية خلف الابواب المغلقة في الملاعب حتى نهاية أبريل. وقد أجل الرئيس أيضا رحلاته خارج البلاد.

### 13 مارس
•في الثالث عشر من مارس قام وزير الصحة التركي فخر الدين قوجة بإعلان عبر حسابه في تويتر يؤكد فيه انتقال الفيروس إلى إحدى أقرباء أول مصاب بفيروس كورونا حيث تم وضعه تحت المراقبة مع اخد الاحتياطات اللازمة.
•في مساء ذلك اليوم تم الإعلان عن ثلاث اصابات في داخل العائلة نفسها حيث تم تبين اصابتهم بالفبروس وبذلك ارتفع عدد الاصابات المؤكدة في تركيا إلى خمس اصابات.
•أعلن البرلمان التركي أنه لن يكون هناك استقبال للزوار للبرلمان مابين 13-31 من مارس.
•في الثالث عشر من مارس أعلنت تركيا قرارها عن توقف الرحلات من وإلى ألمانيا، فرنسا، اسبانيا، النرويج، الدينمارك، بلجيكا، السويد، النمسا، وهولندا ابتداء من السبت 08:00صباحا وحتى 17 أبريل.
•في اليوم نفسه أعلن السكرتير العام لحزب التنمية والعدالة عبد الحميد جول عن تأجيل زيارات العائلات في السجون المفتوحة والمغلقة لمدة أسبوعين.

### 14 مارس
•في الرابع عشر من مارس، أعلن الرئيس التركي رجب طيب اردوغان وإلهام علييف رئيس أذربيجان عن توقف جميع وسائل الموصلات البرية والجوية.
•في اليوم نفسه أعلنت تركيا وجورجيا عن قرارهما المشترك بإغلاق الحدود بينهما.
•ولاحقا في مساء اليوم، أعلن قوجة أن عدد الحالات المصابد بالفيروس ارتفع إلى ست اصابات من بينهم معتمر عاد مؤخرا من أداء العمرة.

### 15 مارس
•في الخامس عشر من مارس أعلن وزير الثقافة والسياحة عن غلق جميع المكتبات في تركيا من بين 16 إلى 30 من مارس.
•وفقا للبيان الذي أصدرة وزير الشباب والرياضة تم عزل 5,392 من بين 1,300 من الذين عادوا من أداء العمرة في الحجر الصحي في أنقرة وأن 4.398 عزلوا صحيا في غيانا.
•أعلن وزير الداخلية التركي عن إغلاق الحدائق والمراقص والبارات والأندية الليلية مؤقتا ابتداء من 10:00 إلى 06 مارس.
•في اليوم نفسه، أعلن فخر الدين قوجة عن ازدياد عدد الحلات المصابة إلى 18 حالة مؤكدة 7 منهم مصابين من أوروبا و3 من الولايات المتحدة.

### 16 مارس
•في السادس عشر من مارس أعلن رئيس الشؤون الدينية التركية عن منع تام الصلاة في المساجد بما في ذلك صلاة الجمعة وذلك نظرا للجائحة.
لاحقا في اليوم نفسه، أرسل وزير الداخلية التركي إشعار يتضمن التدابير الوقائية إلى جميع مناطق تركيا الواحد والثمانين. حيث أغلقت مؤقتا جميع الاماكن العامة مثل المقاهي والنوادي الرياضية ومقاهي الإنترنت ومسارح السينما باستثناء المطاعم والاسواق ابتداء من الساعة 24:00 من مساء ذلك اليوم.
•أعلن فخر الدين قوجة أن كلا من مصر وبريطانيا وايرلندا وسويسرا والسعودية والامارات تم وضعهم في لائحة البلدان المحظورة من السفر.
•أعلن قوجة أن عدد الاصابات ارتفع إلى 47 حالة مع حالات جديدة قادمة من الشرق الأوسط وأوروبا والولايات المتحدة.
•أعلن وزير دائرة الاتصالات أن الرئيس التركي اردوغان سوف يقوم باجتماع تنسيقي شامل يوم الأربعاء لمناقشة الخطط للتصدي لفيروس كورونا وإعلان الشعب بالنتائج لاحقا.

### 17 مارس
- في يوم 17 مارس، زار وزير التعليم التركي ضياء سلجوق استوديوهات مؤسسة الإذاعة والتلفزيون التركية (تي آر تي) حيث يُصنع المحتوى الخاص بطريقة التعليم عن بُعد الجديدة، وصرح أن هذه العملية تُراجَع بشكل مُفصل حتى أدق التفاصيل، وستنتهي تجهيزات التخطيط والبنية التحتية بحلول أسبوع 23 مارس. صرح سلجوق بأنه سيلقي الدرس الأول باستخدام هذه التقنية في التعليم.[1]
- في نهاية هذا اليوم، أعلن وزير الصحة التركي فخر الدين قوجة عن أول حالة وفاة من فيروس كورونا المستجد، وكان مريضًا يبلغ من العمر 89 عامًا، بينما ارتفع عدد حالات الإصابة المؤكدة إلى 98 حالةً[2]

### 18 مارس
- في يوم 18 مارس، شدد الرئيس التركي رجب طيب أردوغان على ضرورة بقاء الشعب في المنزل وعدم الذهاب إلى المستشفيات إلا في حالات الطوارئ فقط. صرح أردوغان أيضًا بأن البنوك العامة ستعمل على توصيل رواتب التقاعد للمتقاعدين فوق سن 76 عامًا إلى المنزل، وتبلغ القيمة الصغرى لراتب المتقاعدين 1500 ليرة تركية.[3]
- أُعلن أيضًا عن حزمة تدابير اقتصادية بقيمة 100 مليون ليرة تركية بواسطة الحكومة للتعامل مع المشاكل المالية التي واجهتها الشركات والأسر منخفضة الدخل. وعدت الحكومة أنها باستخدام هذه الحزمة سترفع حد صندوق ضمان الإئتمان (KGF)، وستؤجل مطلوبات الضرائب ومدفوعات أقساط مؤسسة الضمان الاجتماعي وديون الائتمان لأصحاب الأعمال في المناطق الأكثر تأثرًا بالأزمة، وستنقل موارد بقيمة ملياري ليرة تركية للعائلات المحتاجة بالإضافة إلى التدابير الأخرى.[4][5]
- في نهاية اليوم، أعلن الوزير قوجة عن حالة الوفاة الثانية بسبب فيروس كورونا المستجد، وكان رجلًا يبلغ من العمر 61 عامًا، صرح قوجة أيضًا بارتفاع عدد حالات الإصابة المؤكدة بالفيروس إلى 191 حالةً بواقع 93 حالةً جديدةً.[6]
- اجتمع كل من الجمعية الطبية التركية، وجمعيات الاختصاصيين بالجمعية الطبية التركية، وجمعية خبراء الصحة العامة، وجمعية علم الأحياء الدقيقة السريري والأمراض المُعدية، وجمعية أطباء الصدر التركية، وجمعية طب الحالات الحرجة التركية، يوم 17 مارس لتقييم التطورات بشأن تفشي كوفيد 19. توصلت هذه الجمعيات -في مقالتها المنشورة يوم 18 مارس- إلى أن هذه الجائحة تسبب أخطارًا كبيرةً للعاملين في قطاع الخدمات الصحية والمرضى، وأضافت أن القصور في المعلومات والاحتياطات سبب بعض الارتباك، وأن المعلومات غير الكافية بشأن استخدام الأدوية، وتعذر إتاحة اختبارات التشخيص، بالإضافة إلى مشاكل أخرى متنوعة، جعلت مكافحة الجائحة أمرًا صعبًا.[7]

### 19 مارس
- في يوم 19 مارس، أُعلن عن وفاة رئيس الأركان السابق للجيش التركي، أيتاش يالمان، بسبب فيروس كورونا المستجد يوم 15 مارس 2020 بعمر 79 عامًا.[8][9]
- مؤخرًا في نفس اليوم، كانت نتائج اختبار الإصابة بالفيروس إيجابيةً لشخص واحد، وخضع 45 زميل عمل له بالإضافة إلى عائلته إلى الحجر الصحي في مدينة تشيشمي في محافظة إزمير.[10]
- أعلن وزير الشباب والرياضة، محمد قصاب أوغلو، عن تأجيل الدوريات الرياضية لكرة القدم، والكرة الطائرة، وكرة السلة، وكرة اليد.[11]
- أجل مركز القياس والاختيار والتنسيب تسعة اختبارات، بما يشمل اختبار توس واختبار جامعة الدفاع الوطني، الذي كان مُخططًا لإجرائهما في وقت قريب آنذاك.[12]
- أصدرت مديرية الشؤون الدينية منشورًا دوريًا يُرسل إلى كل مفتٍ إقليمي، ويوصي المنشور باستمرار غلق المساجد يوم الجمعة.[13]
- أعلن وزير الصحة التركي فخر الدين قوجة عبر تصريح منشور على حسابه بموقع تويتر عن وفاة امرأة تبلغ من العمر 85 عامًا، وأضاف اكتشاف 168 حالةً موكدةً.[14]
- انتُقدت حزمة التدابير الاقتصادية المُعلنة، التي ستقدمها الحكومة، بواسطة أفراد ومؤسسات، بما يشمل الاقتصاديين والسياسيين. كان الانتقاد مُركزًا على عدم وجود خطة عمل مُفصلة. وعلاوةً على ذلك، بينما كان يُحث الشعب على البقاء في المنزل، انتُقدت الحكومة بسبب سماحها لشركات الطيران بنقل الركاب بالإضافة إلى تخفيضات على الضرائب، التي دعمت السياحة. طالب النقاد بخفض العربون الخاص بقروض الإسكان وأكدوا ضرورة تقديم دعم العمالة لمختلف القطاعات.[4][15]

### 20 مارس
- في يوم 20 مارس، أصدرت وزارة الصحة أمرًا بإعلان جميع المستشفيات (الموجود بها تخصصان على الأقل من تخصصات الأمراض المعدية وطب الرئة والطب الباطني وعلم الأحياء الدقيقة الطبي) مستشفيات لجائحة فيروس كورونا المستجد، بما يشمل المستشفيات الخاصة والحكومية.[16]
- أعلن الوزير قوجة عن ارتفاع عدد حالات الإصابة المؤكدة إلى 670 حالةً، وارتفاع عدد الوفيات إلى 9 حالات.[17]
- أُعلن عن تأجيل جميع أنواع الاجتماعات أو الأنشطة العلمية، والثقافية، والفنية حتى نهاية شهر أبريل، من خلال بيان رئاسي.[18]
- نشرت أيضًا كل من جمعية حقوق الإنسان في تركيا، ومؤسسة حقوق الإنسان التركية، وجمعية المحامين من أجل الحرية، وجمعية المحامين المعاصرين، بالإضافة إلى نقابة العاملين في الخدمات الصحية والاجتماعية للمجتمع المدني في نظام العقوبات، مقالةً حول تفشي كوفيد 19 وحثت على اتخاذ إجراءات فورية بشأن السجون. وأكدت هذه الجمعيات في مقالتها على ضرورة إعلام الشعب، وخاصةً عائلات السجناء ومحاميهم، بخصوص ممارسات الحجر الصحي والحالة الصحية للسجناء.[19]
- عُلقت خدمة النقل العام المجانية للمواطنين فوق عمر 65 عامًا مؤقتًا في محافظات بالق أسير، وقونية، وملطية.[20]
- أُجلت ألعاب سباق الخيل حتى إشعار آخر يُصدر في المستقبل.[21]

### 21 مارس
- في يوم 21 مارس، أعلن الوزير قوجة عن ارتفاع عدد الحالات المؤكدة إلى 947 حالةً وعدد الوفيات إلى 21 حالةً، وذلك عقب وفاة 12 مريضًا مسنًا.[22]
- أعلنت وزارة الداخلية التركية عن تعليق احتفالات الوداع العسكري مؤقتًا بعد إرسال منشور دوري إلى 81 محافظةً إقليميةً. وعلاوةً على ذلك، أُعلن عن توقف محلات الحلاقة ومصففي الشعر وصالونات التجميل بحلول الساعة السادسة مساءً.[23][24][25]
- حظرت وزارة الزراعة والحراجة التركية الشواء في الحدائق المنزلية، والحدائق العامة، والمتنزهات.[23]
- أعلنت وزارة النقل والبنية التحتية عن توقف الرحلات الجوية إلى 46 دولةً أخرى بدايةً من الساعة الخامسة مساءً، لذا انقطع طريق النقل الجوي إلى 68 دولةً إجمالًا.
- أعلنت وزارة الداخلية عن حظر تجول شامل لكل من يبلغ من العمر 65 عامًا أو أكثر، وللذين يعانون أمراضًا مزمنة.[26]
- صرح هذا الإعلان أيضًا عن منع المطاعم، وأماكن العشاء، والمخابز عن استقبال الناس بدايةً من منتصف الليل، وسيُسمح لهذه المطاعم فقط بإعداد الوجبات الجاهزة وتوصيلها إلى المنزل.[27]
- أعلن فريق فنربخشة لكرة السلة عن ظهور أعراض الإصابة بمرض فيروس كورونا المستجد على بعض اللاعبين وأفراد من الطاقم الإداري.[28]
- عُلقت خدمات النقل المجانية لمن هم فوق 65 عامًا مؤقتًا في أنقرة، وأنطاليا، وإزمير.[29][30]

### 22 مارس
- في يوم 22 مارس، أعلن قوجة عن ارتفاع عدد الوفيات إلى 30 حالةً مع ارتفاع العدد الكلي للإصابات المؤكدة إلى 1236 حالةً.[31]
- توقفت كافة عمليات الإفلاس والعمليات المالية التنفيذية حتى يوم 30 أبريل بموجب أمر رئاسي، ومع ذلك، ظلت الالتزامات المالية بخصوص النفقة ومدفوعات دعم الأطفال ساريةً.[32]
- علاوةً على ذلك، كُلفت المؤسسات والمنظمات العامة، عبر تصريح رئاسي جديد، بالسماح بجداول عمل متناوبة ومرنة مع تطبيق آلية العمل عن بُعد إن أمكن.[33]
- صرح وزير الداخلية باستثناء العاملين بالقطاع الصحي، والمحافظين، والمديرين الإقليميين، وموظفي مؤسسات الخدمة العامة، والعاملين بالخدمة العامة، والموظفين العموميين، ومقدمي الخدمة العامة، والصيادلة، وخاصةً الأطباء، من حظر التجول المُطبق على من هم فوق 65 عامًا.[34]
- أرسلت جمعية البنوك التركية أيضًا إشعارًا إلى مختلف البنوك في جميع أنحاء البلاد وحدت من ساعات العمل بها لتكون بين الساعة الثانية عشرة مساءً حتى الخامسة مساءً، على أن يُطبق هذا القرار بدءًا من يوم 23 مارس عام 2020.[35]

### 23 مارس
- في يوم 23 مارس، أعلن قوجة عن ارتفاع عدد الوفيات إلى 37 حالةً، مع ارتفاع عدد حالات الإصابة المؤكدة إلى 1529 حالةً.[36]
- أعلن قوجة في مؤتمر صحفي عن استيراد عقار فافيبيرافير، الذي أعلنت السلطات الصينية أنه فعال في معالجة هذا المرض، وعن بدء استخدامه على مرضى العناية المركزة. أعلن قوجة أيضًا عن منح علاوةً إضافيةً على رواتب العاملين في قطاع الرعاية الصحية مدة ثلاثة أشهر.[37][38]
- في اليوم نفسه، شُخص فاتح تريم، مدير كرة القدم السابق بالاتحاد التركي واللاعب السابق، بإصابته بكوفيد 19.[39][40]
- بدأت دروس التعليم عن بُعد للمرحلة الابتدائية والثانوية يوم 23 مارس 2020 بقناة أي بي إيه التابعة لمؤسسة الإذاعة والتلفزيون التركية، وهي قناة أُنشئت بتعاون بين مؤسسة الإذاعة والتلفزيون التركية ووزارة التعليم.[41]
- تقرر أن البازار الكبير في إسطنبول سيظل مفتوحًا بين الساعة العاشرة صباحًا حتى الرابعة مساءً، ومع ذلك، سيخضع الدخول والخروج من البازار للسيطرة عبر بابين فقط.[42]
- أعلن وزير الشباب والرياضة محمد قصاب أوغلو أن عدد المواطنين القادمين من الخارج الذين خضعوا للحجر الصحي بالمنزل كان 11269 مواطنًا.[43]

### 24 مارس
- في يوم 24 مارس، أعلن قوجة عن ارتفاع عدد الحالات المؤكدة إلى 1872 حالةً، وارتفاع العدد الكلي للوفيات إلى 44 حالةً.[44]
- أصدر وزير الداخلية تصريحًا يُعلن فيه أن الأسواق يمكن أن تقدم خدماتها للزبائن بين التاسعة صباحًا حتى التاسعة مساءً، وأضاف أن عدد الزبائن بكل متجر يجب أن يقل إلى عشر العدد الأصلي وفقًا لمنطقة كل متجر. وعلاوةً على ذلك، أُعلن أن مركبات النقل العام -التي تعمل داخل المدن وبينها- يمكن فقط أن تحمل 50% من سعتها الكاملة من الركاب في المرة الواحدة.[45]
- أُزيلت تعريفات استيراد الإيثانول،[46] والأقنعة الطبية التي تستخدم لمرة واحدة، بالإضافة إلى أقنعة التنفس[47] عبر تصاريح رئاسية.[48]

### 25 مارس
- في يوم 25 مارس، أعلن قوجة عن ارتفاع عدد الحالات المؤكدة إلى 2433 حالةً، وارتفاع عدد الوفيات إلى 59.[49]
- أعلن الوزير سلجوق، في مؤتمر صحفي عُقد يوم 25 مارس، عن استمرار التعليم عن بُعد حتى يوم 30 أبريل.[50]
- أُعلن عن إصابة لاعب كرة قدم وممارس صحي بفريق فنربخشة لكرة القدم،[51] وغوكسل غومشداغ[52] رئيس نادي إسطنبول باشاكشهر، والصحفي علي سيرمن بمرض كوفيد 19.[53]
- ألقى الرئيس التركي رجب طيب أردوغان خطابًا للأمة.[54]

### 26 مارس
- في يوم 26 مارس، أعلن الوزير قوجة، في رسالة منشورة على حسابه بموقع تويتر، عن وجود 1196 حالةً جديدةً مُشخصةً بالإضافة إلى وفاة 16 شخصًا إضافيًا. ارتفع العدد الكلي للحالات المؤكدة إلى 3629 حالةً، وارتفع عدد الوفيات إلى 75 حالةً.[55]
- في اليوم نفسه، صرح رئيس مجلس التعليم العالي يكتا ساراش بأنه لن يكون هناك أي تدريس شخصي في الجامعات خلال الفترة الباقية من الفصل الدراسي الربيعي، وستستمر الجامعات في التعليم عن بُعد فقط. وأضاف أن البرامج الدراسية، والمقررات التعليمية، والمقررات العملية التي لن يمكن منحها عبر وسائل التعليم عن بُعد، أو التعليم الرقمي، ستُكمل خلال الأشهر الصيفية. وأعلن أيضًا عن تأجيل اختبار معاهد التعليم العالي حتى يومي 25 و26 يوليو.[56]
- سُمح بتصدير معدات التنفس بقرار من وزير التجارة.[57]
- أطلق المجلس التركي للبحث العلمي والتقني ووزارة الصناعة والتقنية بوابة الويب التركية لكوفيد 19.[58]
- أعلن وزير التعليم الوطني ضياء سلجوق أن اختبارات دخول المدارس الثانوية ستُجرى فقط على الكمية التي درسها الطلاب من مقررات الفصل الدراسي الأول.[59]
- وفي أثناء الجائحة، انتقدت المعارضة الدعوة الأولى للمناقصة لمشروع قناة إسطنبول.[60]
- أجل وزير الداخلية اجتماعات اتحادات المحافظات، والأقاليم، والأحياء، والبلديات والإدارات المحلية بالإضافة إلى المجالس الإقليمية في أبريل، ومايو، ويونيو.[61]
- حُددت القرية كيليوس والحي بيكوز ليكونا أماكن دفن في إسطنبول للوفيات بسبب مرض كوفيد 19.[62]
- أعلن أكرم إمام أوغلي عمدة إسطنبول أنهم كانوا يتوقعون من الحكومة تطبيق حظر تجول مُحكم في إسطنبول.[63]

### 27 مارس
- في يوم 27 مارس، أعلن وزير الصحة فخر الدين قوجة في مؤتمر صحفي ارتفاع عدد حالات الإصابة المؤكدة إلى 5698، مع ارتفاع عدد الوفيات إلى 92 حالةً. أعلن قوجة أيضًا تعافي 42 مريضًا من المرض حتى تلك اللحظة.[64]
- في اليوم نفسه، أصدر وزير الداخلية تصريحًا جديدًا بخصوص التجمعات خلال عطلة نهاية الأسبوع، معلنًا أنه بدءًا من يومي 28 و29 مارس، ستُحظر النزهات، ورحلات الصيد على الشواطئ، والقيام بالتمارين الرياضية خارج المنزل (بما يشمل الجري والمشي في عطلة نهاية الأسبوع داخل المدن ومراكزها)، وذلك حتى احتواء هذا التفشي الفيروسي. تضمن التصريح أيضًا أنه يجوز للسلطات المحلية تمديد فترة هذه التدابير إلى عدة أيام عمل إضافية، إذا رأت ذلك ضروريًا.[65]
- تنفيذًا لتوصيات وزارة الصحة، خضعت بلدة كينديرلي في ريزه والقرى يني سليمية وبيس تبة وإيسن تبة ومال تبة القريبة من البلدة للحجر الصحي لمنع انتشار فيروس كورونا المستجد.[66]
- في رسالة نشرها وزير التعليم الوطني على حسابه بموقع تويتر يوم 27 مارس، أُعلن عن إزالة المواضيع التي كانت ضمن مقررات الفصل الدراسي الثاني من اختبار معاهد التعليم العالي.[67]
- في يوم 27 مارس أيضًا، أعلن الرئيس أردوغان إنهاء الرحلات الجوية الخارجية، مضيفًا أن الرحلات الداخلية بين المدن ستخضع لتصاريح من حكام المحافظات، وأعلن أيضًا غلق بعض الأماكن مثل مناطق التنزه، والغابات، والمناطق الأثرية خلال عطلات نهاية الأسبوع.[68]
- أُجلت اختبارات اختيار الموظفين العموميين حتى سبتمبر، وأكتوبر، ونوفمبر.[69]
- أُقيمت صلاة الجمعة في مسجد بيس تبة الوطني بعدد محدود من المصلين حددته رئاسة الشؤون الدينية التركية.[70]
- أُعلن أن العاملين في مجال الرعاية الصحية بالقطاع الحكومي أو الخاص لن يغادروا مواقع عملهم لمدة ثلاثة أشهر.[71]

### 28 مارس
- في يوم 28 مارس، أكد قوجة إصابة 1704 حالات جديدة، مضيفًا وفاة 16 حالةً خلال الـ 24 ساعةً الماضية. ارتفع العدد الكلي للحالات المؤكدة إلى 7402 حالة، مع ارتفاع عدد الوفيات إلى 108 حالات. وصل العدد الكلي لاختبارات كوفيد 19 التي أُجريت حتى هذا التاريخ إلى 55464 اختبارًا.[72]
- أعلنت الخطوط الجوية التركية الحد من الرحلات الجوية الداخلية من إسطنبول وأنقرة إلى بعض المدن الكبرى فقط.[73]
- عُزل وزير النقل محمد جاهد طوران، وعُين عادل كارإسماعيل أوغلو في منصبه.[74]
- أعلن رشدي رتشبر، القائد السابق لمنتخب فريق كرة القدم الوطني التركي، عن إصابته بكوفيد 19.[75]
- نُفذت تدابير جديدة على السائقين والركاب عند نقاط مداخل المدن ومخارجها.[76]
- أصبح الحصول على «شهادة تصريح سفر» أمرًا إلزاميًا للنقل الجوي الداخلي بموجب منشور دوري أُصدر بواسطة وزارة الداخلية.[77]

### 29 مارس
- في يوم 29 مارس، أعلن الوزير قوجة 1815 حالةً جديدةً و23 حالة وفاة إضافيةً. ارتفع العدد الكلي للإصابات المؤكدة إلى 9217 حالةً، وارتفع عدد الوفيات إلى 131 حالةً. كان عدد اختبارات كوفيد 19 التي أُجريت حتى تلك اللحظة 65446 حالةً.[78]
- في منشور دوري أصدرته وزارة الداخلية، أُعلن أنه بدءًا من منتصف ليل هذا اليوم، ستقلل إسطنبول وأنقرة وإزمير من عدد سيارات الأجرة التجارية من خلال تنفيذ نظام الأرقام الزوجية والفردية، وفقًا للرقم الأخير على لوحات تسجيل المركبات لهذه السيارات. تُرك أمر تطبيق هذا الإجراء في سلطة المحافظين بالمحافظات الأخرى.[79]
- مُنع الأطفال من دخول البازارات والأسواق بقرار اتخذته سلطات محافظتي إسطنبول وأنقرة.[80]

### 30 مارس
- في يوم 30 مارس، أعلن الوزير قوجة عن 1610 حالات جديدة و37 حالة وفاة إضافيةً. ارتفع العدد الكلي للحالات إلى 10827 حالةً، وارتفع عدد الوفيات إلى 168 حالةً. كان عدد اختبارات كوفيد 19 التي أُجريت حتى هذه اللحظة 76981 اختبارًا.[81]
- في اليوم نفسه، اجتمعت الحكومة الرئاسية باستخدام وسيلة المؤتمرات عن بُعد لأول مرة.[82] أعلن أردوغان، في حديثه بعد الاجتماع، عن خضوع 41 مستوطنةً للحجر الصحي. وأعلن أيضًا مبادرة لحملة تبرعات تسمى «نحن كفاة لبعضنا يا تركيا».[83] وبما أن هذه الحملة كانت مدعومةً من الحزب الحاكم، أبدت المعارضة رد فعل أقل إيجابيةً لها.[84][85]
- أُعلن توقف الحافلات البحرية، وخدمات العبَّارات التي تقوم برحلات بين المدن في إسطنبول، عن العمل بدءًا من الساعة الخامسة مساءً.[86]
- أعلنت الجمعية الطبية التركية أعداد حالات الإصابة المؤكدة وحالات الوفاة في كل محافظة.[87]

### 31 مارس
- في يوم 31 مارس، أعلن الوزير قوجة عن 2704 حالةً جديدةً و46 حالة وفاة إضافيةً. ارتفع العدد الكلي للحالات إلى 13531 حالةً، وارتفع عدد الوفيات إلى 214 حالةً. كان عدد اختبارات كوفيد 19 التي أُجريت حتى تلك اللحظة 92403 اختبارات.[88]
- ذكر أكرم إمام أوغلو، عمدة إسطنبول، أن إسطنبول أصبحت مركزًا للجائحة في تركيا، وكرر طلبه لتطبيق حظر تجول في إسطنبول.[89]
- أُصيب عثمان بيلغين،[90] محافظ قرقلر إيلي، بالإضافة إلى طبيب بالبرلمان التركي بمرض كوفيد 19.[91]
- حُظرت حسابات التبرع التي وضعتها البلديات، من خلال منشور دوري أصدرته وزارة الداخلية.[92]
- أصدر أرغون اتالاي، رئيس اتحاد النقابات العمالية التركية، تصريحًا كتابيًا يوم 31 مارس، يطلب فيه حظر تسريح العمال وطلب إيقاف جميع الأعمال مدة 15 يومًا على الأقل باستثناء من يقدمون الخدمات والسلع الأساسية. شدد اتالاي على ضرورة إنشاء صندوق تأمين ضد البطالة بسرعة للتعامل مع المشاكل الخاصة بفقدان الدخل، وأضاف أن جميع العمال الذين يعانون من البطالة وفقدان الدخل يجب أن يحصلوا على دعم في صورة دخل مؤقت من صاحب العمل، ومن صندوق التأمين ضد البطالة، ومن الدولة.[93]
- أطلق كل من اتحاد النقابات العمالية التقدمية التركية واتحاد نقابات الموظفين العموميين واتحاد غرف المهندسين والمعماريين الأتراك والجمعية الطبية التركية حملة توقيع يوم 31 مارس لتطبيق سبعة تدابير طارئة. وفي أثناء هذه الفترة، رأت هذه الاتحادات أن «الأعمال يجب أن تتوقف فورًا خلال فترة الوباء في جميع القطاعات باستثناء القطاعات التي تقدم الخدمات والسلع الأساسية والإلزامية والعاجلة. يجب أن تُمنع إقالات الموظفين خلال فترة الوباء، وأن يتوفر الدعم للتجار الصغار، وأن يُمنح الموظفون إجازةً مدفوعةً، وأن يُقدم دعم البطالة للعاطلين عن العمل. يجب أن تؤجل قروض المستهلكين، والإسكان، والسيارات، وديون بطاقات الإتمان وفواتير الكهرباء، والمياه، والغاز الطبيعي، والاتصالات خلال فترة الوباء دون فوائد مستقبلية».[94]

## إبريل

### 1 أبريل
- أعلن الوزير قوجة في الأول من أبريل عن 2,148 حالة جديدة و 63 حالة وفاة وبالتالي يرتفع عدد الحالات المصابة إلى 15,679 بحصيلة وفيات وصلت إلى 277 حالة وفاة. أما عدد الفحوصات التي أجرت فقد وصلت إلى 106799 فحص. وقد أفصح قوحة لأول مرة عن أعداد المصابين في كل منطقة وأضاف أن الاصابات شملت جميع مناطق تركيا الواحد والثمانين. حتى ذلك الوقت لم يتم الفصح عن اعداد المصابين الخاصة بكل منطقة نظرا لتجنب اانتقال الناس من المناطق الأكثر اصابة إلى المناطق الاقل اصابة وبذلك يساعدون على نشر الفيروس من منطقة لاخرى. 60% من الاصابات في تركيا تركزت داخل إسطنبول.
- أعلن وزير الصحة أن 601 من العاملين في مجال الصحة اصابوا بالفيروس وأن دكتورا واحدا فقد حياته جراء العدوى.[95]

- في الواحد من أبريل 2020 جمعت حملة «معا لأجل تركيا» 552 مليون ليرة تركيا بعد قرار الحكومة بمصادرة دخل بعض الموؤسسات لغرض التبرع للحملة وقدمت اتحاد نقابات الموظفين العموميين شكوى جنائية على اثر هذا القرار الذي أسفر عن تخفيض رواتب كثير من موظفين وزارة التعليم الوطني وموظفين شركة البوتاس والمديرية العامة للغابات ووزارة العدل والمحكمة العليا ومديرية محافظات الخدمة الاجتماعية.
- أصدر 11 محافظ من حزب الشعب الجمهوري تصريحا جماعيا على القرار الذي أصدرته الحكومة بإلغاء حسابات التبرع التي أنشؤوها.
- مع التعميم الذي أصدرته وزارة الداخلية، تم إعلان فرض ممارسة التباعد الاجتماعي بفارق ثلاثه أمتار عالاقل بين رفوف المحال التجارية مع تحديد عدد المتسوقين في كل متجر.
- توفي الطبيب جميل تاشجي أوغلو عضو هيئة التدريس في قسم الطب الباطني في جامعة إسطنبول جراء مضاعات من فيروس كوفيد-19 وهو أول طبيب توفى بسبب المرض في تركيا.[96]

### 2 أبريل
- في الثاني من أبريل، أعلن الوزير قوجة أن عدد الحالات الجديدة التي وصلت إلى 2,456 حالة جديدة و79 حالة وفاة وبذلك يكون ارتفع عدد الحالات المصابة إلى 18,757 حالة مع حصيلة وفيات وصلت إلى 356 حالة وفاة وأن عدد الفحوصات التي أجريت وصل إلى 125,556 فحص إلى الآن.
- أنهت وزارة الداخلية حملة التبرعات التي بدأها محافظو البلديات بالتعاون مع إدارة حزب الشعب الجمهوري وحظرت حسابات بنوكهم وأصدرت نقابة المحاميين في أنقرة بيانا قالت فيه: "إن القرار الصادر من الوزارة بحظر التبرعات غير قانونيا البتة وأن قطاع الخدمات الاجتماعية لا ينتمي حصريا للحكومة المحلية أو المركزية.[97]

- مع قرار المجالس الصحية الإقليمية تم الإعلان أن على القادمين من أنطاليا وبوردور وتونجلي وبودروم بوضعهم في العزل الصحي لمدة 14 يوم.
- تم التحكم بالحركة المرورية في مدينة تونجلي عن طريق تطبيق نظام الزوجي-الفردي لألواح للسيارات .
- اجتمع الرئيس رجب طيب أردوغان مع محافظي حزب العدالة والتنمية باستخدام تقنية مؤتمرات الفيديو.
- أعلن البريد التركي عن إغلاقة مؤقتا لجميع أفرعه الذي يشهد زحاما كثيرا ولايمكن تطبيق ممارسة التباعد الاجتماعي فيه.[98]

### 3 أبريل
- في الثالث من أبريل، أعلن قوجة عن 2,786 حالة جديدة و69 حالة وفاة وبذلك يرتفع عدد الاصابات إلى 20,921 اصابة جديدة مع حصيلة وفيات وصلت إلى 425 حالة وفاة أما عدد الفحوصات التي أجريت فقد وصل إلى 141,716 فحص.[99]

- اقترحت غرفة إسطنبول للأطباء أن الأرقام الصادرة عن وزارة الصحة مبنية على نتائج فحص التفاعل البوليمراز المتسلسل ولا تتضمن الحالات المشتبه بها بين نزلاء المستشفى أو نزلاء العيدات الخارجية. وقد انتقدت غرفة إسطنبول للأطباء الممارسات التي تقوم بها المستشفيات الخاصة في إسطنبول.
- في اليوم نفسه، أعلن الرئيس رجب طيب أردوغان عن منع الدخول لثلاثين بلدية من البلديات الكبرى في تركيا بما فيها بلدية زونغولداق لمدة 15 يوم وقد جرى تمديد الحظر لمن هم في سن العشرين ومادون وأصبح ارتداء الكمامات إجباريا ومع ذلك كانت هناك بعض الاستثناءات في التعميم الذي أُصدر وأُرسل إلى جميع المحافظات. طبقا للقانون الجديد جرى استثناء الإجراءات التي تنطوي على المساعدة في مجال الرعاية الصحية والجنازات ونقل الجنود ولكن حسب شروط معينة.[100]

- أعلنت إسطنبول وأنقرة عن توزيع كمامات مجانية للشعب بعد تطبيق قانون منع ركوب الموصلات العامة بدون كمامة.
- أعلن اتحاد تركيا لكرة القدم في تصريح له أن الدوري سوف يبدأ في أوائل شهر يونيه مع إجراء إعادة تقييم من قبل مجلس الإدارة في أول اسبوع من شهر مايو.
- أوقفت الخطوط الجوية التركية رحلاتها المحلية حتى الثلاثين من أبريل[101]

- أعلن حاكم محافظة قوجة ايلي عن منع ترك العمل لمدة 15 يوم ثم أصدر بعد ذلك تصريحا من مكتب المحافظ ينفي فيه التصريح السابق.

### 4 أبريل
- في الرابع من أبريل 2020، قال الوزير قوجة أن عدد الحلات المصابة ارتفع إلى 23,934 حالة جديدة مؤكدة مع حصيلة وفيات وصلت إلى 501 حالة وفاة. وقد أضاف أن 19,664 فحص جديد قد أُجري في الأربع وعشرين ساعة الفائتة وبهذا يكون عدد الفحوصات التي تم إجرائها في تركيا 161,380 فحصا منذ اندلاع الجائحة.[102]
- في الرابع من أبريل، أعلن مساعد وزير الشؤون الخارجية محفوظ سليم كيران أن أعداد الوفيات من المغتربين المقيمين في تركيا الذين فقدوا حياتهم بسبب الفيروس وصل إلى 156 حالة وفاة. وغرد أيضا عبر حسابه في تويتر عن تسجيل 55 حالة وفاة في فرنسا و31 حالة في ألمانيا و22 حالة في هولندا، و16 حالة في المملكة المتحدة، و14 حالة بلجيكا، و 7 حالات في أمريكا، و 5 حالات في السويد، و3 حالات في سويسرا، و2 حالاتان في النمسا و1 حالة واحدة في لبنان بسبب الفيروس.[103]

- أعلن حاكم محافظة تكيرداغ عن توقف عمل المواصلات العامة في المحافظة لمدة 15 يوم.
- غرد حاكم إسطنبول أكرم إمام أوغلي عبر حسابه في تويتر أنه بدءا من السادس من أبريل سيقتصر عمل خدمات الميترو حتى التاسعة مساء وأضاف أن ترام شارع الاستقلال وخط السكة الحديية في تقسيم سيتم ايقافهما عن العمل وأنه سيتم تزويد المترو بنظام إضاءة الطوارئ.

### 5 أبريل
- في الخامس من أبريل 2020، وصلت حصيلة الوفيات إلى 574 حالة وفاة مع ازيادة ارتفاع الاصابات إلى 27,069 وأن من بين الحالات المؤكدة هناك 1,381 حالة حرجة في العناية المركزة ونحو 935 منهم تلقوا دعم لجهاز التنفس.[104]

- أعلنت وزارة الشؤون الداخلية في التعيمم الذي أصدرته بخصوص الأشخاص لسن العشرين ومادون عن استثناء العاملين مابين عمر 18 ال20 من الحظر.
- وطبقا للتقرير الذي نشرته قوقل أن حركة المجتمع في تركيا زادت لتصل إلى 76%.

### 6 أبريل
- في السادس من أبريل، أعلنت وزارة الصحة أن العدد الإجمالي للإصابات وصل إلى 30,217 إصابة مع حصيلة وفيات وصلت إلى 649 حالة وفاة. وقد أضافت الوزارة عن إجراء 21,400 فحص في الأربع والعشرين ساعة الفائتة حيث وصل عدد الفحوصات في تركيا إلى 202,845 فحص منذ إندلاع الجائحة.[105]

- أعلن المتحدث باسم الجمعية الوطنية الكبرى مصطفى شنطوب عن تأجيل احتفالات السيادة الوطنية ويوم الطفل المقرر في الثالث والعشرين من شهر أبريل وحث الشعب على غناء النشيد الوطني من شرفات منازلهم في الثالث والعشرين من أبريل الساعة التاسعة مساء بالتوقيت المحلي.
- قال الرئيس رجب طيب أردوغان في تصريح له عن منع بيع الكمامات مقابل المال وعن بناء مستشفى ميداني مكون من ألف غرفة في المناطق الواقعة بقرب من مطار أسطنبول أتاتورك وسانجاكتيبي.
- ومع القرار الذي اتخذته وزارة الصحة ووزارة النقل والبنية التحتية تم التوصل إلى قرار توزيع الكمامات على المواطنين البالغ أعمارهم من 20 إلى 56 من خلال البريد التركي.[106]

### 8 أبريل
- في الثامن من أبريل 2020، أكدت وزارة الصحة أن عدد الاصابات المؤكدة وصل إلى 38,226 إصابة مع حصيلة وفيات وصلت إلى 812 حالة وفاة وان عدد الفحوصات التي أجريت بلغت ال247،768 فحص في الثامن من أبريل.[107]

- جرى إغلاق المقابر مؤقتا في أنقرة.
- أعلن رئيس الشؤون الدينية علي ارباش عن عدم إقامة صلاة التراويح في المساجد خلال الجائحة.[108]

### 9 أبريل
- أعلن وزير الصحة فخرالدين قوجة عن إجراء 28,578 فحصا جديدا حيث أظهرت الفحوصات إصابة 4,056 شخصا و96 حالة وفاة. وبهذه الأرقام ترتفع حصيلة الإصابات لتصل إلى 42,282 إصابة وعدد الفحوصات التي أجريت 276,338 فحص مع حصيلة وفيات وصلت إلى 908 حالة وفاة.[109]

- أعلنت وزارة الشؤون الداخلية في تعميم لها عن استثناء الأشخاص البالغ أعمارهم عشرين ومادون والمصابين بالتوحد والتخلف العقلي ومتلازمة داون من الحظر.
- تم الإعلان عن توزيع كمامات مجانية في جميع صيدليات إسطنبول.[110]

- تولت أقسام الطوارئ في المستشفيات مسؤولية معالجة حالات كورونا رسميا.
- تبرعت تركيا ب100،000 قناع واقي و2،000 سترة واقية و1،500 مجموعة من معدات الفحص لصربيا.[111]

### 10 أبريل
- في العاشر من أبريل 2020، توفي 98 شخصا وتأكدت إصابة 4,747 شخصا بالفيروس وبذلك ارتفع عدد الاصابات وحصيلة الوفيات إلى 47,029 و1،006 على التوالي.[112]

- في اليوم نفسه، اجتمع الرئيس رجب طيب أردوغان مع أعضاء المجلس التركي حيث عبروا عن أملهم في التغلب على الجائحة «حتما سننتصر بهذه الحرب». وأن التعامل مع هذه الجائحة من شأنها أن تجعل المجلس التركي أكثر وضوحا وتزيد من قوته وتأثيره عالميا.[113]

- في الساعات المتأخرة من العاشر من أبريل أعلن عن حظر مدته 48 ساعة من قبل وزارة الشؤون الداخلية في المحافظات الثلاثين الكبرى وزونجولداك بدءا من الساعة الثانية عشر صباح اليوم الحادي عشر من أبريل. أدى هذا القرار والذي جاء قبل ساعتين من البدء بتنفيذه إلى اصطفاف الناس أمام المخابز والاسواق حيث وقعت عدة مشاجرات بين الناس أثناء الانتظار.

### 11 أبريل
- أعلن وزير الصحة فخرالدين قوجة أن عدد الفحوصات التي أجريت وصل إلى 33,170 فحص حيث تم العثور على 5,138 إصابة جديدة و95 حالة وفاة. ومع هذه الأرقام وصل عدد الفحوصات التي تم إجرائها إلى 340,380 فحص ليرتفع عدد الاصابات إلى 52,167 اصابة وحصيلة وفيات وصلت إلى 1,101 حالة وفاة.
- تم الإعلان عن إغلاق مترو إسطنبول ليومين اخرين وذلك جراء الحظر المفروض.[114]

### 12 أبريل
- في الثاني عشر من أبريل 2020، أكد وزير الصحة أن عدد الحالات المصابة وصل إلى 56,956 اصابة مع حصيلة وفيات وصلت إلى 1,198 حالة وفاة وعدد فحصوات وصل إلى 376,100 فحص بحلول الثاني عشر من أبريل.
- في اليوم نفسه، أعلن وزير الشؤون الداخلية سليمان صويلو أنه ينوي الاستقالة بعد تعرضه للإنتقاد لقراره بالإغلاق التام والذي أدى إلى سعار الشراء بين الناس إلى جانب حوادث أخرى. لم تتم قبول استقالته من قبل الرئيس التركي رجب طيب أردوغان وبقي في مركزه.[115]

### 13 أبريل
- في الثالث عشر من أبريل 2020، أعلن وزير الصحة أن عدد الحالات المصابة وصل إلى 61,049 حالة إصابة مع حصيلة وفيات وصلت إلى 1,296 حالة وفاة حيث وصلت عدد الفحوصات التي تم إجرائها إلى 410,556 فحص بحلول الثالث عشر من أبريل.[116]

- بعد اجتماع المجلس الاستشاري في الثالث عشر من أبريل أعلن الرئيس رجب طيب أردوغان أنه سيتم نتفيذ حظر التجول في السابع عشر من أبريل حتى ليلة الأحد الموافق 19 أبريل.

### 14 أبريل
- في الرابع شر من أبريل 2002، أعلن وزير الصحة أن أعداد الحالات المصابة وصل إلى 65,111 إصابة مع حصيلة وفيات تجاوزت ال 1,403 حالة وفاة وأن عدد الفحوصات التي تم إجرائها وصل إلى 443,626 فحص بحلول الرابع عشر من أبريل.
- في اليوم نفسه، توفي رئيس حزب تركيا المستقلة حيدر باش جراء إصابته بفيروس كوفيد-19.[117]

أعلن وزير الدفاع خلوصي آكار أنه تم تأجيل الالتحاق بالجيش للـ53 ألفا منضما لشهر أبريل وأنه تم تمديد مدة الخدمة للجنود المنضمين في نوفمبر 2019 مدة شهر واحد.
- تم نشر القرار الرئاسي بتوفير العناية الطبية لجميع المواطنين المصابين بفيروس كوفيد-19 مجانا في جريدة ريسمي جازيت الرسمية.

### 15 أبريل
- في الخامس عشر من أبريل 2020، أكد وزير الصحة أن عدد الحالات المصابة وصل إلى 69,392 إصابة مع حصيلة وفيات وصلت إلى 1,518 حالة وفاة وأن عدد الفحوصات التي أجريت وصل إلى 477,716 فحص.[118]

- مررت الجمعية الوطنية الكبرى مجموعة قوانين جديدة لحماية العاملين في الرعاية الصحية من العنف ومجموعة قوانين منفصلة لوضع الإطار لكيفية عمل الأساتذة خلال هذه الجائحة.
- أعلن وزير الزراعة والغابات بكر باك ديميرلي أن العاملون في الزراعة وتربية الحيوانات سيتم استثنائهم من الحظر المفروض من قبل الحكومة.
- أُعلن عن وفاة علي اوكلو ازرق العميد السابق لكلية العلوم السياسية بجامعه أسطنبول بفيروس كوفيد-19.
- أعلن وزير الداخلية عن بدأ تنفيذ العزل الصحي في جميع الأحياء الـ277 في المحافظات الـ58.
- في 16 أبريل 2020، أكدت وزارة الصحة أن إجمالي عدد الحالات ارتفع إلى 74,193 حالة، وأن عدد الوفيات بلغ 1643 وفاة. بلغ إجمالي عدد الاختبارات التي أجريت حتى 16 أبريل 518,143 اختبار.[119]
- وصادقت الجمعية الوطنية الكبرى على مشروع القانون، الذي يتضمن تدابير جديدة للتخفيف من آثار جائحة فيروس كورونا على الحياة الاجتماعية والاقتصادية.[120]
- وفي التعميم الذي أرسلته وزارة الداخلية إلى حاكم 81 محافظة، ذُكر أنه سيطبق حظر التجول في 31 مقاطعة في عطلة نهاية الأسبوع التالية. ستفتح المخابز والصيدليات والمؤسسات الصحية العامة والخاصة والمؤسسات والمنظمات العامة والأعمال اللازمة للحفاظ على الخدمات العامة الإلزامية خلال فترة حظر التجول.[121][122][123]
- توفي الكاتب والمترجم نيفزات إركمن، الذي قدم أول ترجمة تركية لرواية عوليس، بسبب كوفيد-19.[124][125]

### 17 أبريل
- في 17 أبريل 2020، أكدت وزارة الصحة أن إجمالي عدد الحالات ارتفع إلى 78,546 حالة، وأن عدد الوفيات وصل إلى 1769 وفاة. بلغ إجمالي عدد الاختبارات التي أجريت حتى 17 أبريل 558,413 اختبار.[126]

### 18 أبريل
- في 18 أبريل 2020، أكدت وزارة الصحة أن إجمالي عدد الحالات ارتفع إلى 82,329 حالة، وأن عدد الوفيات وصل إلى 1890 وفاة. بلغ إجمالي عدد الاختبارات التي أجريت حتى 18 أبريل 598,933 اختبار.[127]

### 19 أبريل
- في 19 أبريل 2020، أكدت وزارة الصحة أن إجمالي عدد الحالات ارتفع إلى 86,306، وبلغ عدد الوفيات 2017 وفاة. بلغ إجمالي عدد الاختبارات التي أجريت حتى 19 أبريل 634,277 اختبار.[128]

### 20 أبريل
- في 20 أبريل 2020، بلغ إجمالي عدد الحالات المؤكدة في البلاد أكثر من 90,900 حالة، شفيت منها 13,430 حالة، وتوفي 2140 مصاب.[129]

### 21 أبريل
- في 21 أبريل 2020، بلغ إجمالي عدد الحالات المؤكدة في البلاد أكثر من 95,590 حالة، شفيت منها 14,900 حالة، وتوفي 2250 مصاب.[130]

### 22 أبريل
- في 22 أبريل 2020، بلغ إجمالي عدد الحالات المؤكدة في البلاد أكثر من 98,700 حالة، شفيت منها 16,500 حالة، وتوفي 2400 مصاب.[131]

### 23 أبريل
- في 23 أبريل 2020، بلغ إجمالي عدد الحالات المؤكدة في البلاد أكثر من 101,800 حالة، شفيت منها 18,500 حالة، وتوفي 2500 مصاب.[132]

### 24 أبريل
- في 24 أبريل 2020، بلغ إجمالي عدد الحالات المؤكدة في البلاد أكثر من 104,900 حالة، شفيت منها 21,700 حالة، وتوفي 2600 مصاب.[133]

### 25 أبريل
- في 25 أبريل 2020، بلغ إجمالي عدد الحالات المؤكدة في البلاد أكثر من 107,800 حالة، شفيت منها 25,600 حالة، وتوفي 2700 مصاب.[134]

### 26 أبريل
- في 26 أبريل 2020، بلغ إجمالي عدد الحالات المؤكدة في البلاد أكثر من 110,100 حالة، شفيت منها 29,100 حالة، وتوفي 2800 مصاب.[135]

### 27 أبريل
- في 27 أبريل 2020، بلغ إجمالي عدد الحالات المؤكدة في البلاد أكثر من 112,300 حالة، شفيت منها 33,800 حالة، وتوفي 2900 مصاب.[136]

### 28 أبريل
- في 28 أبريل 2020، بلغ إجمالي عدد الحالات المؤكدة في البلاد أكثر من 114,700 حالة، شفيت منها 38,800 حالة، وتوفي 3000 مصاب.[137]

### 29 أبريل
- في 29 أبريل 2020، بلغ إجمالي عدد الحالات المؤكدة في البلاد أكثر من 117,600 حالة، شفيت منها 44,000 حالة، وتوفي 3100 مصاب.[138]

- في 29 أبريل، أعلن ضياء سلجوق عن تمديد الفترة التي أُعلِن عنها سابقًا للتعليم عن بعد حتى 31 مايو.[139]

### 30 أبريل
- في 30 أبريل 2020، بلغ إجمالي عدد الحالات المؤكدة في البلاد أكثر من 120,2000 حالة، شفيت منها 48,900 حالة، وتوفي 3200 مصاب.[140]

## مايو 2020

### 1 مايو
- في 1 مايو 2020، بلغ إجمالي عدد الحالات المؤكدة في البلاد أكثر من 122,400 حالة، شفيت منها 53,800 حالة، وتوفي 3300 مصاب.[141]

### 2 مايو
- في 2 مايو 2020، بلغ إجمالي عدد الحالات المؤكدة في البلاد أكثر من 124,400 حالة، شفيت منها 58,300 حالة، وتوفي 3300 مصاب.[142]

### 3 مايو
- في 3 مايو 2020، بلغ إجمالي عدد الحالات المؤكدة في البلاد أكثر من 126,000 حالة، شفيت منها 63,200 حالة، وتوفي 3400 مصاب.[143]

### 4 مايو
- في 4 مايو 2020، بلغ إجمالي عدد الحالات المؤكدة في البلاد أكثر من 127,700 حالة، شفيت منها 68,200 حالة، وتوفي 3500 مصاب.[144]

- في نفس اليوم، أدلى الرئيس أردوغان ببيان صحفي بعد اجتماع مجلس الوزراء. أوضح أردوغان أن العودة إلى الحياة الطبيعية ستحدث تدريجيًا، إذ وضعوا القوانين الخاصة بالتخفيف التدريجي للقيود التي ستُفرض على عدة خطوات في مايو ويونيو ويوليو.[145]

### 5 مايو
- في 5 مايو 2020، بلغ إجمالي عدد الحالات المؤكدة في البلاد أكثر من 129,500 حالة، شفيت منها 73,300 حالة، وتوفي 3500 مصاب.[146]

- في نفس اليوم، صرح وزير الصناعة والتكنولوجيا مصطفى ورانك أنه في 11 مايو، ستبدأ جميع مصانع السيارات الرئيسية في البلاد بالعمل مرة أخرى.[147]

### 6 مايو
- في 6 مايو 2020، بلغ إجمالي عدد الحالات المؤكدة في البلاد أكثر من 131,700 حالة، شفيت منها 78,200 حالة، وتوفي 3600 مصاب.[148]

- في 6 مايو 2020، تحدث فاهرتين كوكا عن عملية التخفيف في تركيا. وصف كوكا المرحلة الجديدة بوجود قيود أقل صرامة بأنها «حياة اجتماعية مضبوطة»، وصرح أن تفشي المرض في تركيا أصبح الآن تحت السيطرة ولكن الخطر مستمر ويجب على المواطنين عدم التخلي عن التدابير.[149]

### 7 مايو
- في 7 مايو 2020، بلغ إجمالي عدد الحالات المؤكدة في البلاد أكثر من 133,700 حالة، شفي منها 83,000 حالة، وتوفي 36000 مصاب.[150]

- في 7 مايو 2020، قُدر سقف السعر للأقنعة الجراحية بـ 1 ليرة تركية.[151]

- أُعلن عبر كتيب نُشر في نفس اليوم أن الحلاقين ومصففي الشعر وصالونات التجميل لن يكونوا قادرين على قبول العملاء بدون أقنعة ومواعيد مسبقة، وأنه لا يمكن لأي شخص غير العملاء والموظفين التواجد في مكان العمل.[152]

### 8 مايو
- في 8 مايو 2020، بلغ إجمالي عدد الحالات المؤكدة في البلاد أكثر من 135,600 حالة، شفيت منها 86,400 حالة، وتوفي 3700 مصاب.[153]

### 9 مايو
- في 9 مايو 2020، بلغ إجمالي عدد الحالات المؤكدة في البلاد أكثر من 137,100 حالة، شفيت منها 89,500 حالة، وتوفي 3700 مصاب.[154]

### 10 مايو
- في 10 مايو 2020، بلغ إجمالي عدد الحالات المؤكدة في البلاد أكثر من 138,700 حالة، شفيت منها 92,700 حالة، وتوفي 3800 مصاب.[155]

### 11 مايو
- في 11 مايو 2020، بلغ إجمالي عدد الحالات المؤكدة في البلاد أكثر من 139,700 حالة، شفيت منها 95,700 حالة، وتوفي 3800 مصاب.[156]

### 12 مايو
- في 12 مايو 2020، بلغ إجمالي عدد الحالات المؤكدة في البلاد أكثر من 141,500 حالة، شُفيت منها 98,900 حالة، وتوفي 3900 مصاب.[157]

### 13 مايو
- في 13 مايو 2020، بلغ إجمالي عدد الحالات المؤكدة في البلاد أكثر من 143,100 حالة، شفيت منها 101,700 حالة، وتوفي 4000 مصاب.[158]

### 14 مايو
- في 14 مايو 2020، بلغ إجمالي عدد الحالات المؤكدة في البلاد أكثر من 144,700 حالة، شفيت منها 104,000 حالة، وتوفي 4000 مصاب.[159]

### 15 مايو
- في 15 مايو 2020، بلغ إجمالي عدد الحالات المؤكدة في البلاد أكثر من 146,500 حالة، شُفيت منها 106,100 حالة، وتوفي 4100 مصاب.[160]

### 16 مايو
- في 16 مايو 2020، بلغ إجمالي عدد الحالات المؤكدة في البلاد أكثر من 148,100 حالة، شفيت منها 108,100 حالة، وتوفي 4100 مصاب.[161]

### 17 مايو
- في 17 مايو 2020، بلغ إجمالي عدد الحالات المؤكدة في البلاد أكثر من 149,400، شفيت منها 110,000 حالة، وتوفي 4100 مصاب.[162]

### 18 مايو
- في 18 مايو 2020، بلغ إجمالي عدد الحالات المؤكدة في البلاد أكثر من 150,600 حالة، شفيت منها 111,600 حالة، وتوفي 4200 مصاب.[163]

- في 18 مايو، أعلن الرئيس أردوغان أن المدارس التي كان من المتوقع افتتاحها في 1 يونيو ستبقى مغلقة وأن العام الدراسي 2019-2020 انتهى رسميًا، وأضاف أن العام الدراسي الجديد سيبدأ في سبتمبر 2020.[164]

### 19 مايو
- في 19 مايو 2020، بلغ إجمالي عدد الحالات المؤكدة في البلاد أكثر من 151,600، شفيت منها 114,000 حالة، وتوفي 4200 مصاب.[165]

### 20 مايو
- في 20 مايو 2020، بلغ إجمالي عدد الحالات المؤكدة في البلاد أكثر من 152,600 حالة، شفيت منها 114,000 حالة، وتوفي 4200 مصاب.[166]

### 21 مايو
- في 21 مايو 2020، بلغ إجمالي عدد الحالات المؤكدة في البلاد أكثر من 153,500 حالة، شفيت منها 115,000 حالة، وتوفي 4200 مصاب.[167]

### 22 مايو
- وصل عدد الحالات المصابة في البلاد إلى 155,700 إصابة منهم 118,600 حالة تماثلت إلى الشفاء مع حصيلو وفيات وصلت إلى 4,300 حالة وفاة.

### 23 مايو
- وصل عدد الحالات في البلاد إلى 155,700 إصابة منهم 117,600 حالة تماثلت إلى الشفاء و4،300 حالة وفاة.

### 24 مايو
- وصل عدد الحالات في البلاد إلى 156,800 إصابة منهم 118,700 حالة تماثلت إلى الشفاء و4،300 حالة وفاة.

### 25 مايو
- وصل عدد الحالات المصابة في البلاد إلى 157,800 إصابة منهم 120,000 حالة تماثلت إلى الشفاء و4،400 حالة وفاة.

### 26 مايو
- وصل عدد الحالات المصابة في البلاد إلى 158,800 إصابة منهم 121,500 حالة تماثلت إلى الشفاء و4،400 حالة وفاة.

### 27 مايو
- وصل عدد الحالات المصابة في البلاد إلى 159,800 إصابة منهم 122,800 حالة تماثلت إلى الشفاء و 4,400 حالة وفاة.

### 28 مايو
- وصل عدد الحالات المصابة في البلاد إلى 161,000 إصابة منهم 124,400 حالة تماثلت إلى الشفاء و 4,500 حالة وفاة.

### 29 مايو
- وصل عدد الحالات المصابة في البلاد إلى 162,100 إصابة منهم 126,000 تماثلت إلى الشفاء و 4,500 حالة وفاة.

### 30 مايو
- وصل عدد الحالات المصابة في البلاد إلى 163,100 إصابة منهم 127,000 حالة تماثلت إلى الشفاء و 4,500 حالة وفاة.

### 31 مايو
- وصل عدد الحالات المصابة في البلاد إلى 163,900 إصابة منهم 128,000 حالة تماثلت إلى الشفاء و 4,500 حالة وفاة.

## 1 يونيو
- بحلول شهر يونيه 2020 وصل عدد الحالات المصابة المؤكد في البلاد إلى 164,800 إصابة منهم 129,000 حالة تماثلت إلى الشفاء و4،600 حالة وفاة.